# Angostura Guía

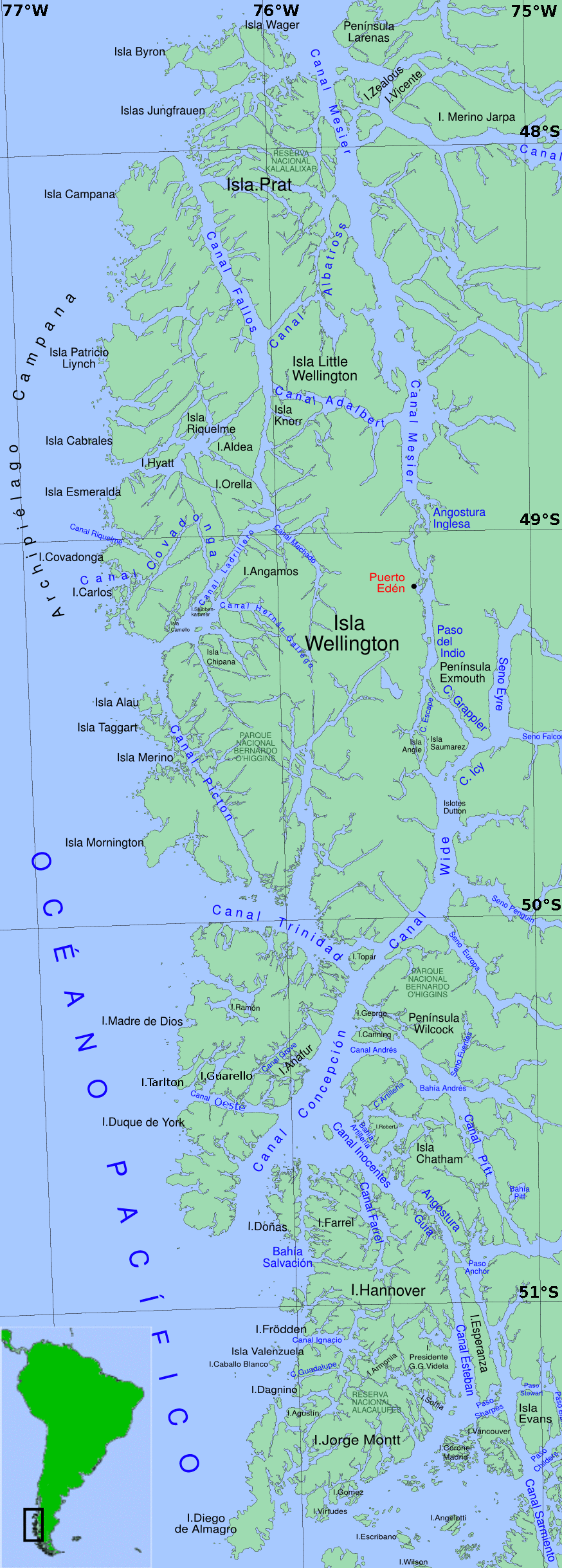
Mapa de los caneles patagónicos. Angostura Guía, al noreste de la Isla Hannover

La angostura Guía es un canal patagónico principal, longitudinal, de la Patagonia chilena. Es la continuación hacia el sur del canal Inocentes. Su dirección general es SE.
Está ubicado en la XII Región de Magallanes y de la Antártica Chilena. Su nombre proviene del bajel "Nuestra Señora de Guía", nave bajo el mando del marino español don Pedro Sarmiento de Gamboa que recorrió esos lugares entre los años 1579 y 1580.
Este canal era navegado por el pueblo kawésqar desde hace unos 6.000 años hasta fines del siglo XX, pues habitaban en sus costas.

## Inicio y término
Comienza en 50°44′00″S 74°31′30″O / -50.73333, -74.52500 y termina frente al extremo sur de la isla Escala Alta en 50°47′00″S 74°25′00″O / -50.78333, -74.41667. La angostura Guía se forma entre la isla Chatham y la isla Hanover. Tiene un largo de 18 millas marinas. Su ancho máximo es de 12 cables y la parte más angosta es de 2 cables.

## Orografía
La costa de la isla Hanover es quebrada y presenta algunas ensenadas. En una de sus islas hay un cerro notable de 340 metros de altura.

## Corrientes de marea
Las corrientes de marea tiran hacia el SE y el NW respectivamente, En  sicigias alcanzan una intensidad de 2 a 3 nudos, aunque hay lugares en los que pueden llegar a los 8 nudos.

## Señalización marítima
En su ruta existen varios faros como ayuda a la navegación. Existen instrucciones especiales de manera que dos naves no se crucen en su parte más angosta.